# Chrysosoma purpurascens
Chrysosoma purpurascens är en tvåvingeart som först beskrevs av Meijere 1915.  Chrysosoma purpurascens ingår i släktet Chrysosoma och familjen styltflugor. Inga underarter finns listade i Catalogue of Life.